# آسیاب‌آبی سراب نیلوفر
آسیاب آبی سراب نیلوفر مربوط به دوره صفوی به بعد است و در شهرستان خرم‌آباد، روستای سراب نیلوفر واقع شده و این اثر در تاریخ ۱۰ مهر ۱۳۸۰ با شمارهٔ ثبت ۳۹۷۳ به‌عنوان یکی از آثار ملی ایران به ثبت رسیده است.